# Estación Punta de Rieles
Punta de Rieles es una estación ferroviaria de la localidad de Verónica, en el Partido de Punta Indio,  Provincia de Buenos Aires, Argentina.

## Historia
Esta estación fue construida improvisadamente por el Ferrocarril Buenos Aires al Puerto de la Ensenada como final de la línea, o en lenguaje ferroviario, como "punta de rieles".
Con la compra del Ferrocarril del Sud al  FCBAPE, Punta de Rieles fue abandonada, y a aproximadamente 4 km el FCS construyó la actual Estación Verónica.
Hoy en día no se encuentra rastro alguno de esta estación/apeadero, solo se nota un ensanchamiento en el alambrado que alude a la ubicación aproximada de esta. 